# Elli Pikkujämsä
Elli Pikkujämsä (Turku, 24 ottobre 1999) è una calciatrice finlandese, difensore del Rosengård e della nazionale finlandese.

## Carriera

### Nazionale
Nel 2022 è stata convocata dalla nazionale finlandese per gli Europei.